# Passer italiae

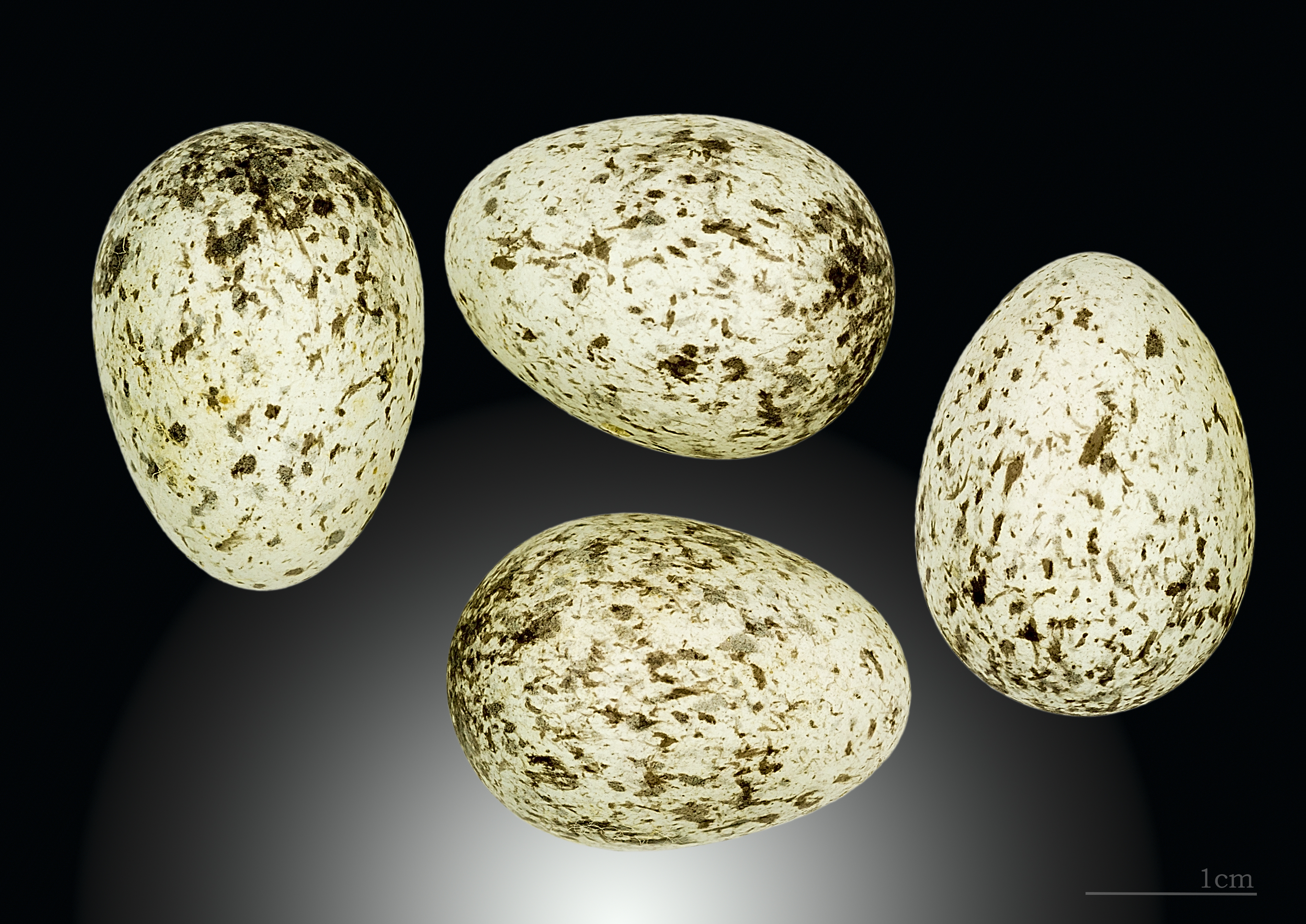
Passer italiae

Passer italiae là một loài chim trong họ Passeridae.